# Yeovil Town Football Club

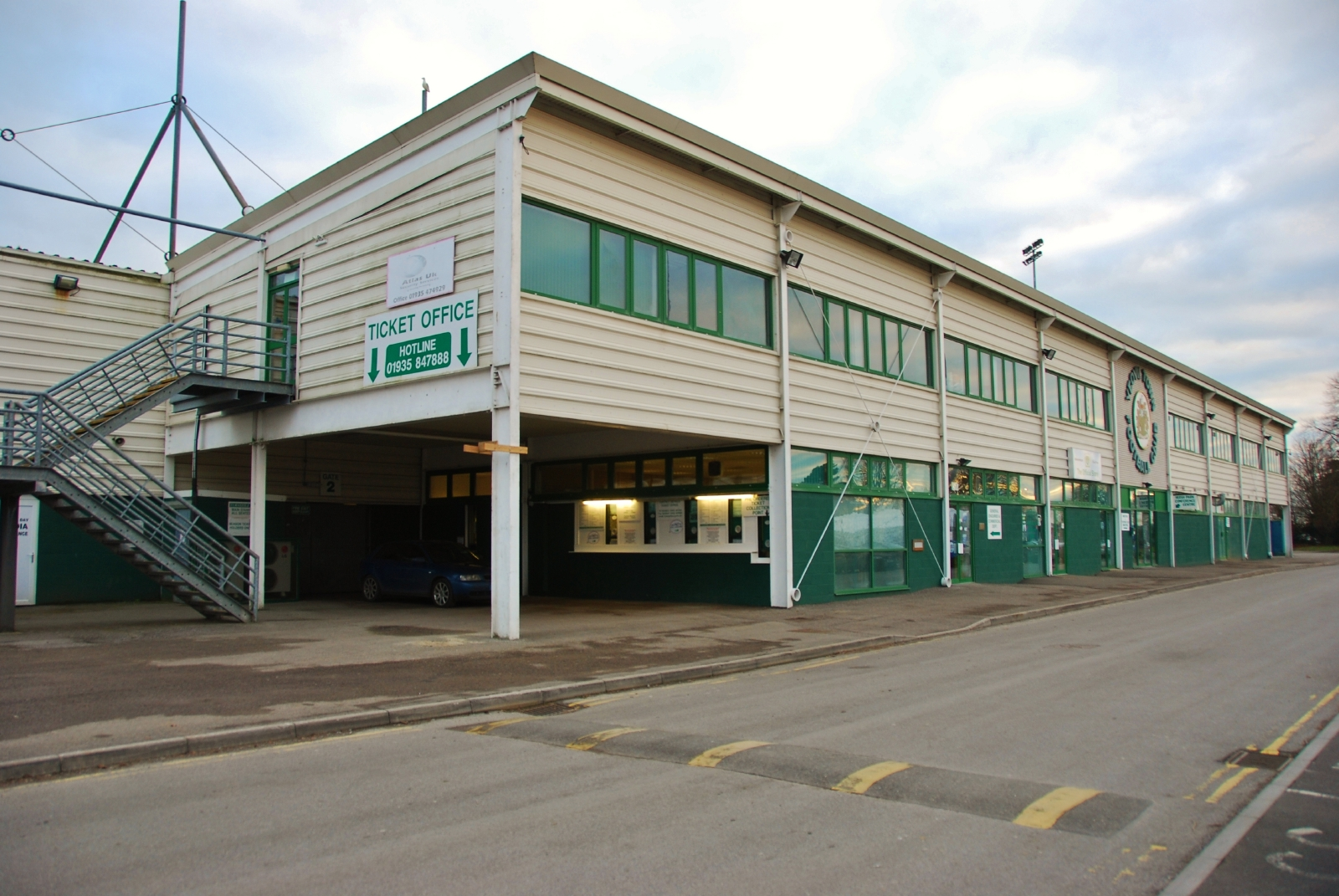
Vista de los alrededores del Huish Park

El Yeovil Town Football Club es un club de fútbol de Inglaterra, de la ciudad de Yeovil, Somerset. El club fue fundado en 1895 y juega en la Conference National, quinta división del fútbol inglés. Su estadio es el Huish Park, con capacidad para 9978 personas.

## Historia
Fue fundado en 1895 como Yeovil Casuals FC. En 1907 se fusionaron con el Petters United para crear al Yeovil and Petters United, nombre que cambiaron por el actual para la temporada 1946/47.
Es uno de los equipos amateur más exitosos de Inglaterra debido a que han vencido a equipos de la Premier League como el Sunderland AFC en 1949.

### Apodo The Glovers
El apodo del club "The Glovers" es una referencia a la historia de la fabricación de guantes en la ciudad de Yeovil, que se convirtió en un centro de la industria durante los siglos XVIII y XIX.

## Gerencia
- Presidente: Scott Priestnall
- Vicepresidente: Norman Hayward
- Directivos: Stephen Allinson, Ron Budden, David Lee, Andy Rossiter, Brian Willis
- Directivos Asociados: Alan Chamberlain, Jean Cotton, John Dover, David Mills
- Secretario General de Fútbol: Jean Cotton

*Fuente:

## Jugadores

### Plantilla 2021/22
Actualizado al 16 de abril de 2021.

## Palmarés
- Football League One: 0

- Ganadores de Playoff: 1

2012–13
- Football League Two: 1

2004–05
- Conference National: 1

2002–03
- FA Trophy: 1

2002
- Isthmian League: 2

1987–88, 1996–97
- Southern League: 3

1954–55, 1963–64, 1970–71
- Southern League Western Division: 3

1923–24, 1931–32, 1934–35
- Western League: 4

1921–22, 1924–25, 1929–30, 1934–35
- Somerset Professional Cup: 23

1912–13, 1929–30, 1930–31, 1932–33, 1934–35, 1937–38, 1938–39, 1949–50, 1950–51, 1953–54, 1954–55, 1955–56, 1956–57 (compartido con el Bristol City), 1961–62, 1962–63, 1964–65, 1968–69 (compartido con el Frome Town), 1972–73, 1975–76, 1978–79, 1996–97, 1997–98, 2004–05
- Western Football League Cup: 1[7]

1958–59
- Forse Somerset Charity Cup: 1[8]

1910–11

## Récords
- Más apariciones: Len Harris, 691 (1958–72)
- Más goles: Johnny Hayward, 548 (1906–28)
- Más goles en la Liga: Dave Taylor, 284 (1960–9)
- Mayor asistencia en el Huish Park: 9,527 v Leeds United, 25 de abril de 2008 (Football League One)
- Mayor asistencia histórica: 17,123 v Sunderland, 29 de enero de 1949 (4ª ronda FA Cup)
- Más tiempo en el equipo: Len Harris, 14 años (1958–72)
- Entrenador con más tiempo en el equipo: Billy Kingdon, 8 años (1938–46)
- Mejor posición en la liga: 4º League 1, temporada 2012/2013
- Mayor venta: £1,200,000 Arron Davies y Chris Cohen al Nottingham Forest, julio de 2007
- Mayor compra: £250,000 Pablo Bastianini del Quilmes Atlético Club, agosto de 2005
- Mayor victoria en la Liga: 6–1 v Oxford United, 16 de septiembre de 2004
- Peor derrota en la Liga: 0–6 v Stevenage, 14 de abril de 2012